# Astragalus phyllokentrus
Astragalus phyllokentrus är en ärtväxtart som beskrevs av Heinrich Carl Haussknecht och Joseph Friedrich Nicolaus Bornmüller. Astragalus phyllokentrus ingår i släktet vedlar, och familjen ärtväxter. Inga underarter finns listade i Catalogue of Life.